# Micheál Martin
Micheál Martin (Cork, 1960. augusztus 1. –) ír politikus, 2020–2022 között, illetve 2025 óta Írország miniszterelnöke (Taoiseach). 2022 és 2025 között miniszterelnök-helyettes, külügyminiszter és honvédelmi miniszter.
Az ír Fianna Fáil párt vezetője 2011. január óta.